# Prosopocera imbellis
Prosopocera imbellis är en skalbaggsart som först beskrevs av Charles Joseph Gahan 1904.  Prosopocera imbellis ingår i släktet Prosopocera och familjen långhorningar.
Artens utbredningsområde är:
- Botswana.
- Moçambique.
- Zimbabwe.

Inga underarter finns listade i Catalogue of Life.